# Station Otze
Station Otze (Haltepunkt Otze) is een spoorwegstation in de Duitse plaats Otze, in de deelstaat Nedersaksen. Het station ligt aan de spoorlijn Lehrte - Cuxhaven.

## Indeling
Het station heeft twee zijperrons, in bajonetligging, welke niet zijn overkapt maar voorzien van abri's. De perrons zijn verbonden via een overweg in de straat Worthstraße. Ten westen van het station is er een parkeerterrein en een fietsenstalling.

## Verbindingen
Het station is onderdeel van de S-Bahn van Hannover, die wordt geëxploiteerd door DB Regio Nord. De volgende treinseries doen het station Otze aan:
| Serie | Treinsoort             | Route                                | Bijzonderheden |
| ----- | ---------------------- | ------------------------------------ | -------------- |
| S6    | S-Bahn (DB Regio Nord) | Hannover Hbf – Otze – Celle          |                |
| S7    | S-Bahn (DB Regio Nord) | Hannover Hbf – Lehrte – Otze – Celle |                |

Hamburg-Harburg ·
Meckelfeld ·
Maschen · 
Stelle ·
Ashausen ·
Winsen (Luhe) ·
Radbruch ·
Bardowick ·
Bardowick ·
Lüneburg ·
Bienenbüttel ·
Bad Bevensen ·
Emmendorf ·
Uelzen ·
Suderburg ·
Unterlüß ·
Eschede ·
Celle ·
Ehlershausen ·
Otze ·
Burgdorf (Han) ·
Aligse ·
Lehrte ·